# آنا بئاتریز باروس
آنا بئاتریز باروس (به انگلیسی: Ana Beatriz Barros)؛ زادهٔ ۲۹ مهٔ ۱۹۸۲) مدل برزیلی است که به‌خاطر حضور چندگانه در نسخه لباس شنای اسپورتس ایلاستریتد و برای همکاری با ویکتوریا سیکرت، بی‌بی استورس، گس، اینتیمیسیمی، لوازم آرایشی شنل، خط مد جی‌لو متعلق به جنیفر لوپز شناخته شده‌است.

## زندگی‌نامه
باروس در شهر ایتابیرا، میناس گرایس، کشور برزیل به دنیا آمد. مادر او سونیا، یک زن خانه‌دار بود و پدرس ریناتو باروس، مهندس مکانیک است. بعداً خانواده او به شهر ریودوژانیرو نقل مکان کردند و او دوران کودکی خود را در آنجا گذراند. اصالت و نژاد باروس ریشه آلمانی، پرتغالی، ایتالیایی و اسپانیایی دارد. او کوچک‌ترین فرد خانواده است و از سه خواهر خود کوچکتر است. پاتریشیا خواهر بزرگ او مدل است و ماریا لویزیا یکی دیگر از خواهرهای که دکتر متخصص پوست است.

## حرفه

### مدلینگ

#### دهه ۱۹۹۰
وقتی او ۱۳ ساله بود، باروس و خواهر بزرگترش، پاتریشیا، در تعطیلات در شهر ریودوژانیرو بودند که توسط نماینده‌ای از مدیریت بنگاه مدلینگ الیت مدل کشق شد. دفتر الیت مدل در ریو باروس را تشویق کردند تا در رویداد الیت مدل لوک در سال ۱۹۹۶ شرکت کند، که او در این مسابقه پس از دیانا کوالچوک به مقام دوم رسید. باروس همچنین در بخش مدل بین‌المللی الیت مدل لوک رقابت کرد و در رتبه دوم جهانی قرار گرفت. الیت نمونه کارها و عکس‌های اخیر پولاروید باروس را برای گس فرستاد و باعث شد او در کمپین تبلیغاتی هزاره گس به همراه با دوست و مدل برزیلی همکارش الساندرا آمبروزیو حضور یابد.

#### دهه ۲۰۱۰–۲۰۰۰
علاوه بر گس باروس در تبلیغات برای کریستیان دیور، آرمانی، شرکت اوکلی، لورئال، دیزل، ویکتوریا سیکرت، لوازم آرایشی شنل و خط مد جی‌لو جنیفر لوپز و غیره انجام داده‌است.
در سال ۲۰۰۴ جنیفر لوپز باروس را به عنوان چهره خط لباس زیر زنانه جدید خود، جی‌لو لانژری انتخاب کرد. لوپز گفت: «من فردی جوان، سکسی و شهری با جذابیت جهانی می‌خواستم.» باروس در نمایش مد برای برندهایی مانند ولنتینو، میسونی، گوچی، کریستیان دیور، ورساچه، آرمانی، دی‌کی‌ان‌وای، ژان پل گوتیه، دولچه گابانا، مایکل کورس، بالمین، ایترو، لوئه‌وه، ویوین وست‌وود، دایان فون فورستنبرگ، کلویی، گیلز دیکن، استلا مک‌کارتنی، جان گالیانو، تیری ماگلر، گای لاروش، کارل لاگرفلد، منگو، الی صعب و بسیاری از خانه‌های مد معتبر دیگر حضور داشته‌است. او در سال‌های ۲۰۰۲، ۲۰۰۳، ۲۰۰۵، ۲۰۰۶، ۲۰۰۸ و ۲۰۰۹ در فشن شو ویکتوریا سیکرت شرکت کرده‌است.
عکس او روی جلد مجلات متعددی مانند آلور، ماری کلر، وگ، گلامور و مجلات برزیلی مانند: کاپریش، مجله آئودی، دبلیو و ال چند مجله دیگر بوده‌است. باروس هفت بار در مجله ورزشی آمریکایی اسپورتس ایلاستریتد در شماره لباس شنا (۲۰۰۲، ۲۰۰۳، ۲۰۰۴، ۲۰۰۵، ۲۰۰۶، ۲۰۰۷، ۲۰۰۸) ظاهر شد. باروس در سال ۲۰۰۶ در فهرست ۱۰۰ سکسی‌ترین زن جهان مجله اف‌اچ‌ام در رتبه ۹۶ قرار گرفت.
او برای حضور در تقویم پیرلی ۲۰۱۰ که توسط تری ریچاردسون در باهیا، برزیل عکاسی شد در کنار لیلی کول، دیزی لو، میراندا کر و مدل‌های دیگر برای این پروژه انتخاب شد. باروس برای کمپین بهار/تابستان ۲۰۱۰ فورنارینا جایگزین لیندسی لوهان شد. او پیشتر اولین آگهی تبلیغاتی خود را برای این شرکت فیلم‌برداری کرده‌است. باروس همچنین در کمپین بهار/تابستان ۲۰۱۰ برای خرده‌فروش بریتانیایی مارکس اند اسپنسر در کنار توییگی، وی وی براون، لیزا اسنودون و دنی مینوگ حضور داشت.
باروس از سال ۲۰۰۵ تا ۲۰۰۸ سفیر برند ایتالیایی لباس زیر زنانه اینتیمیسیمی بود. در اوت ۲۰۱۴ او یک بار دیگر به عنوان چهره جدید اینتیمیسیمی معرفی شد. در مارس ۲۰۱۴، او در یک کمپین تبلیغاتی برای عطر آزارو به همراه ایان سامرهلدر ظاهر شد.

## زندگی شخصی

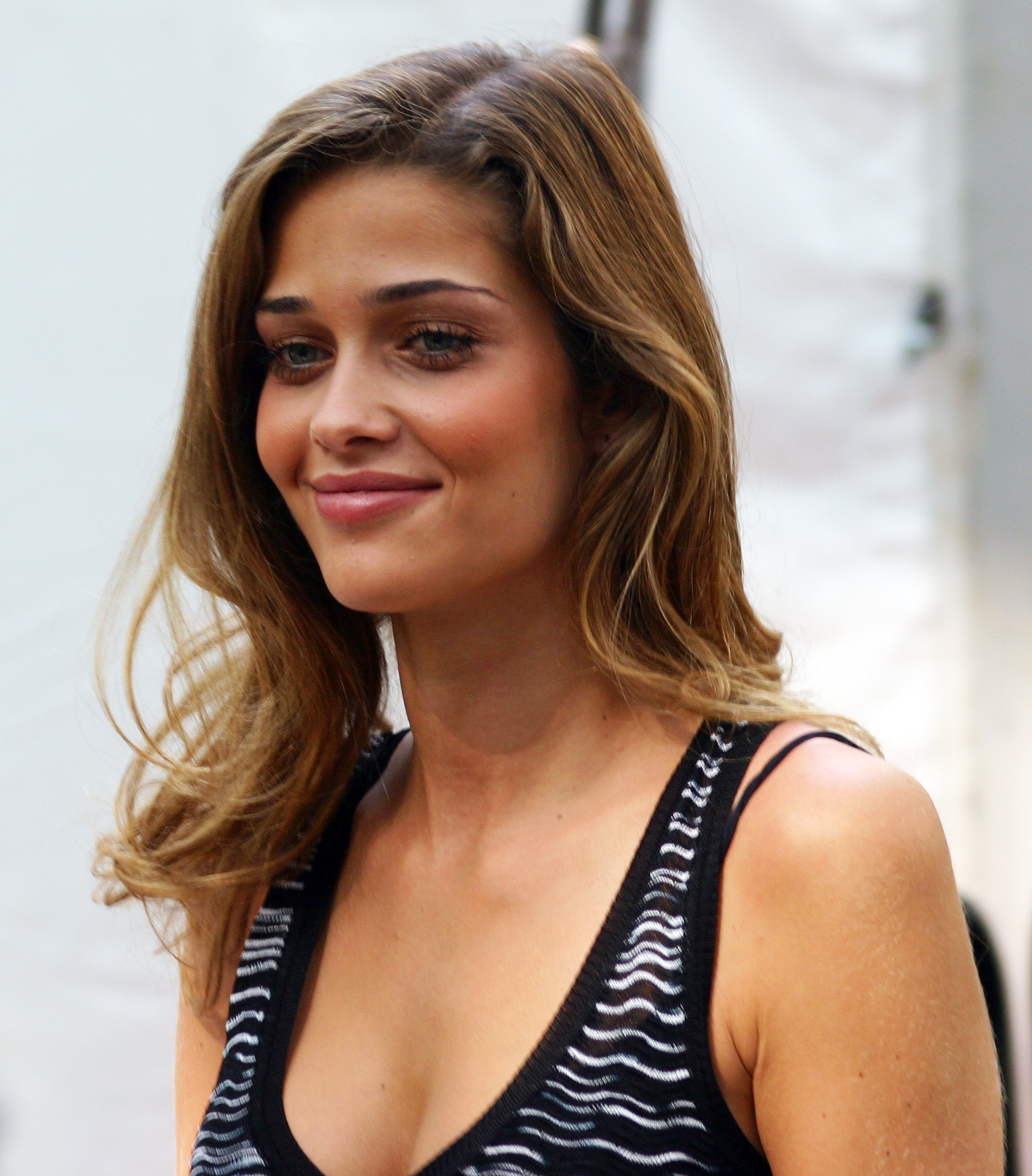
آنا بئاتریز باروس

باروس در ۸ ژوئیه ۲۰۱۶ با میلیونر یونانی-مصری کریم ال‌چیاتی در جزیره یونانی میکونوس ازدواج کرد. میهمانان این مراسم شامل سوپر مدل‌های ویکتوریا سیکرت، الساندرا آمبروزیو، آدریانا لیما، ایزابلی فونتانا و فرناندا موتا بود.
در دسامبر ۲۰۱۷، اولین فرزند این زوج، یک پسر را به دنیا آمد. باروس اعلام کرد که در سپتامبر ۲۰۱۹ در انتظار دومین فرزندش است.
همچنین او رابطه صمیمانه‌ای با مدل‌های مشهور برزیلی آدریانا لیما و الساندرا آمبروسیو دارد.

## فیلم‌شناسی

### فیلم
| سال  | عنوان    | نقش                            | توضیحات    |
| ---- | -------- | ------------------------------ | ---------- |
| ۲۰۱۰ | مدلگدون  | جنگجو                          | فیلم کوتاه |
| ۲۰۱۶ | زولندر ۲ | شرکت‌کننده در نمایش "پیر و لنگ" |            |

### تلویزیون
| سال  | عنوان                    | نقش             | توضیحات                                    |
| ---- | ------------------------ | --------------- | ------------------------------------------ |
| ۲۰۰۵ | بلسیما                   | مدل             | اپیزود: "اپیزود شماره ۱٫۱"                 |
| ۲۰۱۳ | یکشنبه بزرگ فائوستو بزرگ | خودش/شرکت کننده | قسمت مورخ ۱۹ مه ۲۰۱۳ قسمت مورخ ۲ ژوئن ۲۰۱۳ |
| ۲۰۱۴ | دختر جدید                | خودش            | قسمت: "شاهزاده"                            |
| ۲۰۱۴ | مدل تبدیل به سوپراستار   | خودش/داور       | قسمت: "لس آنجلس"                           |

## پیوندها به بیرون
- وبگاه رسمی
- آنا بئاتریز باروس در اینستاگرام
- آنا بئاتریز باروس در فهرست مدل‌های مد
- آنا بئاتریز باروس در Models.com